# Bergetjärnet (Tisselskogs socken, Dalsland)
Bergetjärnet är en sjö i Bengtsfors kommun i Dalsland och ingår i Göta älvs huvudavrinningsområde.